# 井口眞緒
井口 眞緒（いぐち まお、1995年〈平成7年〉11月10日 - ）は、日本のタレント、元アイドルであり、女性アイドルグループ日向坂46の元メンバーである。新潟県出身。

## 略歴
2016年（平成28年）5月8日、『けやき坂46 メンバーオーディション』に合格し、5月11日に、オーディションの合格者としてお披露目された。同年10月28日には、赤坂BLITZで開催されたけやき坂46初の単独イベント『ひらがなおもてなし会』に参加している。
2019年（平成31年 / 令和元年）2月11日、所属グループがけやき坂46から日向坂46に改名された。同年9月8日、当面の活動自粛を発表。
2020年（令和2年）2月12日、日向坂46から卒業することを発表した。同年3月30日に放送された『日向坂で会いましょう』にて卒業式が行われた。グループからの卒業後は一般企業に就職した。同年7月5日、レギュラーラジオ番組『WE HOPE Presents ふぬけOLの日曜日』（FMからつ）の放送が開始。
2021年（令和3年）4月9日、女性アイドルグループ・向日葵プリンセス2021公式アンバサダーに就任したことが発表された。
2022年（令和4年）1月17日、自身のInstagram投稿で一般人男性と結婚したことを報告した。同年11月2日、第1子妊娠を発表。同年12月24日に第1子を出産。
2024年（令和6年）5月14日、第2子の妊娠を発表し、同年10月8日に第2子を出産した。

## 人物
愛称は、ばうちゃん。弟がいる。

### 交友関係
YouTuber仲間の川後陽菜や、いけちゃん、酒村ゆっけ、、ラーメン評論家SUSURU TVのSUSURU、橋本からあげとはお互いの動画に出演するほど仲が良い。

### 嗜好・趣味・特技
好きな鉄道会社は相模鉄道。
趣味は友達と遊ぶこと。
特技は変顔、早食い、大食い、喋ること。

### けやき坂46・日向坂46
キャッチフレーズは、「あなたは私を好きになーる」。
友人とカラオケでよくアイドルの真似をして遊んでいた。ある時、カラオケにてAKB48の楽曲を歌唱していた際に、一緒にいた友人から「井口、アイドルになれば」と言われたため、開催中のオーディションを検索したところ、「けやき坂46メンバーオーディション」が開催中であることを知り、これに応募した。
歌とダンスがあまり得意でないことを公言している。けやき坂46時代のソロライブにおいて、表現が難しいことで知られる楽曲「二人セゾン」で、平手友梨奈が担当しているソロダンスのパートを担当することになり、努力を重ねて本番で必死に披露した。このようなひたむきな姿勢が評価されており、欅坂46の冠番組『欅って、書けない？』（テレビ東京）のMCを務めていた土田晃之は、井口について「一生懸命で応援したくなる」と語っている。
同期の影山優佳、高瀬愛奈、東村芽依との4人で、ユニット曲「夏色のミュール」の歌唱を担当していた。
同期生の齊藤京子とは互いに「親友」だと明かしている。

## 作品

### シングル
けやき坂46
- ひらがなけやき（2016年8月10日、SRCL-9153）- EAN 4988009130866。
- 誰よりも高く跳べ！（2016年11月30日、SRCL-9269/70）- EAN 4547366279382。
- W-KEYAKIZAKAの詩（2017年4月5日、SRCL-9394/402）- EAN 4547366301281。
- 僕たちは付き合っている（2017年4月5日、SRCL-9400/1）- EAN 4547366301281。
- それでも歩いてる（2017年10月25日、SRCL-9583/4）- EAN 4547366331646。
- NO WAR in the future（2017年10月25日、SRCL-9583/4）- EAN 4547366331646。
- イマニミテイロ（2018年3月7日、SRCL-9738/9）- EAN 4547366350272。
- ハッピーオーラ（2018年8月15日、SRCL-9924/5）- EAN 4547366371086。
- 君に話しておきたいこと（2019年2月27日、SRCL-9985/6）- EAN 4547366383324。
- 抱きしめてやる（2019年2月27日、SRCL-9985/6）- EAN 4547366383324。

日向坂46
- キュン（2019年3月27日、SRCL-11121/7）- EAN 4547366399219。
- JOYFUL LOVE（2019年3月27日、SRCL-11121/7）- EAN 4547366399219。
- 耳に落ちる涙（2019年3月27日、SRCL-11121/2）- EAN 4547366399219。
- ドレミソラシド（2019年7月17日、SRCL-11220/6）- EAN 4547366412871。
- キツネ（2019年7月17日、SRCL-11220/6）- EAN 4547366412871。
- My god（2019年7月17日、SRCL-11220/1）- EAN 4547366412871。
- こんなに好きになっちゃっていいの？（2019年10月2日、SRCL-11310/6）- EAN 4547366422436。
- ホントの時間（2019年10月2日、SRCL-11310/6）- EAN 4547366422436。
- 川は流れる（2019年10月2日、SRCL-11316）- EAN 4547366422467。

### アルバム
欅坂46
- 真っ白なものは汚したくなる（2017年7月19日、SRCL-9482/8）- EAN 4547366318470。

けやき坂46
- 走り出す瞬間（2018年6月20日、SRCL-9825/9）- EAN 4547366358575。

日向坂46
- ひなたざか（2020年9月23日、SRCL-11580/4）- EAN 4547366470109。

### 映像作品
- けやき坂46（2016年11月30日）- EAN 4547366279399。
- 井口眞緒・影山優佳（2017年4月5日）- EAN 4547366301281。
- グループ発展祈願の旅 〜埼玉編〜（2017年10月25日）- EAN 4547366331653。
- けやき坂46 1期生特典映像（2018年3月7日）- EAN 4547366350289。
- ひらがな武道館 〜Day3 Special Selection〜（2018年6月20日）- EAN 4547366358575。
- ひらがな全国ツアー2017 Live&Documentary（2018年6月20日）- EAN 4547366358582。
- KEYABINGO!3（2018年6月29日）- EAN 4988021715874、EAN 4988021146951。
- Re:Mind（2018年7月4日）- EAN 4517331041733、EAN 4517331041726。
- 渡辺梨加×井口眞緒 自撮りTV（2018年8月15日）- EAN 4547366371079。
- けやき坂46ストーリー 〜ひなたのほうへ〜（2019年3月27日）- EAN 4547366399219。
- はじめて心霊スポットに行ってみた（2019年7月17日）- EAN 4547366412871。
- ひなたの休日（2019年10月2日）- EAN 4547366422436。
- HINABINGO!（2019年11月22日）- EAN 4988021717656、EAN 4988021148740。
- HINABINGO!2（2020年4月3日）- EAN 4988021718011、EAN 4988021140089。
- DASADA（2020年5月22日）- EAN 4988021718073、EAN 4988021140157。
- 日向坂46デビューカウントダウンライブ!! in 横浜アリーナ 〜けやき坂46 LAST LIVE〜（2020年9月23日）- EAN 4547366470109。
- 日向坂46デビューカウントダウンライブ!! in 横浜アリーナ 〜日向坂46 FIRST LIVE〜（2020年9月23日）- EAN 4547366470116。
- 3年目のデビュー（2021年1月20日）- EAN 4517331070719、EAN 4517331070726。
- 〜ひらがな推し〜「としちゃんと愉快な仲間たち編」（2021年3月31日）- EAN 4547366499780。
- 〜ひらがな推し〜「京子さん、何してんですか編」（2021年3月31日）- EAN 4547366499803。
- 〜ひらがな推し〜「日向のバラエティ女王誕生編」（2021年3月31日）- EAN 4547366499810。
- 〜ひらがな推し〜「パンの鉄砲を撃ちますよ編」（2021年3月31日）- EAN 4547366499797。
- 〜ひらがな推し〜「あだ名がおたけになりました編」（2021年3月31日）- EAN 4547366499773。
- 〜ひらがな推し〜初ガツオを推すしかない編（2022年1月1日）- EAN 4547366540796。
- 〜ひらがな推し〜好きな人いるの?ニブだよ編（2022年1月1日）- EAN 4547366540772。
- 〜ひらがな推し〜ヘビーリトルトゥース誕生編（2022年1月1日）- EAN 4547366540765。
- 〜ひらがな推し〜埼玉と春日が生んだ怒涛の起爆剤編（2022年1月1日）- EAN 4547366540789。
- 〜ひらがな推し〜いつでもどこでも変化球編（2022年1月1日）- EAN 4547366540758。
- 希望と絶望（2022年12月21日）- EAN 4550450021729、EAN 4550450021736。
- 〜日向坂で会いましょう〜加藤史帆のバーベキューで会いましょう（2023年1月1日）- EAN 4547366595888。
- 〜日向坂で会いましょう〜佐々木久美の野球で会いましょう（2023年1月1日）- EAN 4547366595901。
- 〜日向坂で会いましょう〜金村美玖のオードリーに会いましょう（2023年1月1日）- EAN 4547366595895。
- 〜日向坂で会いましょう〜小坂菜緒のヒットキャンペーンで会いましょう（2023年1月1日）- EAN 4547366595918。
- 〜日向坂で会いましょう〜丹生明里の団体戦で会いましょう（2023年1月1日）- EAN 4547366595925。
- ひらがなくりすます2018 & ひなくり2019〜2022 Complete Box（2023年12月24日）- EAN 4547366655889。
- BEST MUSIC VIDEO COLLECTION 2015-2024（2024年12月3日）- EAN 4547366713909。
- 日向坂46 6周年記念MEMORIAL LIVE 〜6回目のひな誕祭〜 in 横浜スタジアム（2025年7月23日）- EAN 4547366757309、EAN 4547366757323。

## 出演

### 映画
- 3年目のデビュー（2020年8月7日、TBSテレビ / ギグー）[39]
- あの場所へ（公開時期未定、アイエヌジー）[40]

### テレビドラマ
- Re:Mind（2017年10月20日 - 12月29日、テレビ東京）- 井口眞緒 役[41]。
- DASADA（2020年1月16日 - 3月19日、日本テレビ）- 岡田とろろ 役[42]。

### CM
- オーシャンシステム Om Channel[43]。

### ラジオ番組
- ふぬけの日曜日（前番組「ふぬけOLの日曜日」「井口眞緒のねー聞いてよ」）から通じて2020年7月5日 - 2023年3月、FMからつ）- メインパーソナリティ[15]。
- 井口眞緒のゆたラジ（2021年11月2日 - 、FMルピナス）- メインパーソナリティ[44]。
- SNOW JAM 2021-2022（2021年12月10日 -  2022年3月18日、FM新潟）- メインパーソナリティ[45][46]。